# Write-Once-Memory
Write-Once-Memory (WOM), also einmal beschreibbarer Speicher, ist die Bezeichnung für einen RAM-Speicher, wie er im ersten Amiga-Computer Amiga 1000 benutzt wurde. In diesen Speicher wurde das Grund-Betriebssystem des Amiga-Computers, das sogenannte Kickstart, abgelegt, welches von einer Diskette kopiert wurde. Anschließend wurde das Schreibsignal für diesen Speicherbereich durch eine spezielle Logik auf der Hauptplatine in einer Weise abgeschaltet, dass sie durch keinen Softwarebefehl wieder aktiviert werden konnte. Dieser Speicher konnte bis zum Aus- und wieder Einschalten (Kaltstart) des Rechners nur noch ausgelesen werden. Ein Neustart (Warmstart) löschte diesen Speicherbereich nicht, so dass dem Benutzer auch das erneute Laden der Kickstart-Diskette erspart wurde.